# Eupithecia multistrigata
Eupithecia multistrigata là một loài bướm đêm trong họ Geometridae.